# ジョセフ・スティルウェル・ジュニア
ジョセフ・ウォーレン・スティルウェル・ジュニア（Joseph Warren Stilwell, Jr, 1912年3月6日 - 1966年7月25日頃）は、アメリカ合衆国の軍人。アメリカ陸軍の将校で、ベトナム戦争中に陸軍特殊部隊群（グリンベレー）の指揮を執ったほか、アメリカ陸軍パラシュートチームの創設者としてその名を知られる。最終階級は准将。
父は第二次世界大戦中に中国・ビルマ・インド戦線で指揮を執ったジョセフ・スティルウェル陸軍大将。

## 経歴
1912年、ニューヨーク州シラキュースにて、5人兄弟の1人として生を受ける。1933年、陸軍士官学校に入校。
卒業後は父が司令官を務める中国・ビルマ・インド戦線に派遣され、本部付情報幕僚などを務めた。1944年には大佐に昇進している。
辛口な性格から「ビネガー・ジョー」（「酢」のジョー）と渾名された父に対し、彼は「サイダー・ジョー」（「リンゴジュース」のジョー）と呼ばれていたという。
朝鮮戦争中には第23歩兵連隊長を務める。1959年から1961年まで第18空挺軍団副司令官として勤務し、1961年から1962年までフォート・デヴェンス司令官を務める。
1959年、スティルウェルは各空挺部隊から精鋭19名を選び、戦略軍パラシュートチーム（Strategic Army Command Parachute Team, STRAC）を結成した。当時、スポーツとしてのスカイダイビングでもソビエト連邦のチームが脅威となっており、STRACはこれに対抗することを意図していた。STRACは、「ゴールデン・ナイツ」（Golden Knights）の愛称で知られるアメリカ陸軍パラシュートチームの前身である。
1962年8月26日から1964年6月30日まで、アメリカ陸軍ベトナム支援グループ（U.S. Army Support Command, Vietnam）の指揮官を務める。1964年6月21日、スティルウェルは敵地の偵察任務に参加するが、搭乗していたヘリコプターが攻撃を受けて不時着を余儀なくされた。この際、彼は同乗していた空挺隊員らと共に敵の攻撃からヘリコプターを守りぬいた。この戦功により彼の銅星章にVデバイスが付された。
1964年に帰国したのちJFK特殊戦センター副司令官に就任し、1965年からは司令官を務めた。同年、降下訓練中にパラシュートがうまく開かない事故が起こり、背骨を骨折するなどの重傷を負った。

### 行方不明
1966年7月24日、スティルウェルが乗ったC-47輸送機が太平洋上で行方不明となる。当時、輸送機の副操縦士を務めていたスティルウェルは、自らの計器飛行証明（Instrument rating）を高める為、サンフランシスコを離陸後、ハワイを経由してから目的地タイへ向かう予定だった。24日中に操縦士から「エンジン不調でサンフランシスコに引き返す」という旨の通信があり、2時間後には沿岸警備隊が救難機を派遣するも輸送機を追跡することはできなかった。その後、沿岸警備隊、空軍、海軍（3隻の駆逐艦と空母ヨークタウンが参加）により、周辺105,000平方マイルの海域で大規模な捜索が行われたものの、C-47の痕跡は一切発見されなかった。

## 受章
|                                                                                 | 陸軍殊勲章                             |
| Bronze oak leaf cluster                                                         | レジオン・オブ・メリット章（柏葉章付） |
|                                                                                 | 殊勲飛行十字章                         |
|                                                                                 | 陸軍軍人章                             |
| V · Bronze oak leaf cluster · Bronze oak leaf cluster · Bronze oak leaf cluster | 銅星章（3重柏葉章・Vデバイス付）       |
| Bronze oak leaf cluster                                                         | 名誉戦傷章（柏葉章付）                 |
|                                                                                 | エア・メダル（26回受章）               |
|                                                                                 | 殊勲部隊章                             |
| Bronze oak leaf cluster                                                         | 韓国大統領部隊表彰（柏葉章付）         |
|                                                                                 | 中国従軍記章                           |
|                                                                                 | アメリカ国防従軍記章                   |
|                                                                                 | アジア・太平洋戦線記念記章             |
|                                                                                 | 第二次世界大戦戦勝記念記章             |
|                                                                                 | 国防従軍章                             |
|                                                                                 | 朝鮮戦争従軍記章                       |
|                                                                                 | ベトナム戦争従軍記章                   |
|                                                                                 | 国連メダル朝鮮戦争章                   |
|                                                                                 | ベトナム戦線記念記章                   |
|                                                                                 | 戦闘歩兵記章                           |
|                                                                                 | 熟練空挺記章                           |